# Mikael Martinsson (Fußballspieler)
Mikael Martinsson (* 29. März 1966) ist ein schwedischer ehemaliger Fußballspieler. Der Stürmer, der 1991 in der schwedischen Nationalmannschaft debütierte, gewann mit IFK Göteborg viermal den schwedischen Meistertitel.

## Werdegang
Martinsson begann mit dem Fußballspielen in der Jugend des Vasalunds IF. Für den Klub debütierte er in der Spielzeit 1983 in der zweiten Liga. Während er sich mit der Mannschaft im mittleren Tabellenbereich etablierte, spielte er sich in die schwedische U-21-Auswahl. Nach Ende der Spielzeit 1987 wechselte er auf Leihbasis für die Winterpause zum spanischen Klub CD Castellón in die Segunda División. An der Seite von Spielern wie Enrique Saura, Francisco García Hernández und Đorđe Vujkov bestritt er bis zu seiner Rückkehr nach Schweden Anfang April 1988 25 Spiele in der zweithöchsten spanischen Spielklasse.
Vor Beginn der Erstliga-Spielzeit 1989 wechselte Martinsson zu Djurgårdens IF in die Allsvenskan. Unter Trainer Tommy Söderberg in seinem ersten Jahr achtmal eingesetzt, avancierte er unter Nachfolger Lennart Wass zum Stammspieler. An der Seite von Glenn Schiller, Anders Almgren und Jens Fjellström zog er mit der Mannschaft im Sommer 1990 ins Endspiel um den Landespokal ein, in dem BK Häcken besiegt wurde. Durch gute Leistungen in der ersten Hälfte des folgenden Jahres spielte er sich zudem in den Kreis der Nationalmannschaft. Im Juni 1991 debütierte er anlässlich eines Vorbereitungsturniers für die Europameisterschaft 1992 bei einer 2:3-Niederlage nach Verlängerung gegen die Sowjetunion im Nationaljersey. In der Folge kam er unregelmäßig vornehmlich als Einwechselspieler zum Einsatz, verpasste jedoch den Sprung in den Europameisterschaftskader.
Am Ende der Spielzeit 1992 belegte Martinsson mit Djurgårdens IF nur einen Abstiegsplatz. Daraufhin wechselte er innerhalb der Allsvenskan zum IFK Göteborg. Unter Trainer Roger Gustafsson setzte er sich auch hier als Stammspieler im Angriff fest. Mit neun Saisontoren gleichauf mit Magnus Erlingmark bester vereinsinterner Torschütze gewann er am Ende der Spielzeit 1993 den Meistertitel. Damit hatte er sich zurück in die Nationalelf gespielt, im November stand er – ein letztes Mal – als Einwechselspieler beim 3:2-Erfolg über Finnland im Rahmen der Qualifikation für die Weltmeisterschaft 1994 im Nationaljersey auf dem Feld. In der folgenden Spielzeit war er mit 13 Saisontoren alleiniger vereinsinterner Spitzenreiter, hinter Torschützenkönig Niclas Kindvall, Mirosław Kubisztal, Dick Lidman, Jörgen Pettersson und Mattias Jonson war er ligaweit Sechster. Dennoch reichte es zur erfolgreichen Titelverteidigung in der Meisterschaft.
In der Champions-League-Spielzeit 1994/95 überraschte Martinsson mit IFK Göteborg. Nach Erfolgen über Sparta Prag für die Gruppenphase qualifiziert, zog die Mannschaft als Tabellenführer vor dem FC Barcelona, Manchester United und Galatasaray Istanbul ins Viertelfinale ein. Dort scheiterte sie nach Auswärtstorregel am FC Bayern München, Martinssons Tor zum 2:2-Ausgleichstreffer im Rückspiel kurz vor Schluss war angesichts des 0:0-Unentschiedens im Olympiastadion München zu wenig. Zwar war er in den anschließenden Spielzeiten als Torschütze nicht mehr annähernd so erfolgreich wie in den Vorjahren, dennoch reichte es zu zwei weiteren Titeln in der Meisterschaft.
Nachdem Martinsson unter Trainer Mats Jingblad zunehmend ins zweite Glied gerückt war, schloss er sich im Laufe der Spielzeit 1998 dem Ligakonkurrenten IF Elfsborg an. Mit dem Klub belegte er Plätze im mittleren Tabellenbereich, ehe er 2001 zu seinem Heimatverein Vasalunds IF zurückkehrte. Mit dem Viertligisten stieg er in die Drittklassigkeit auf, ehe er 2002 seine aktive Karriere beendete.
Martinsson wurde direkt im Anschluss an seine aktive Zeit Trainer im Amateurbereich. Nach KF Velebit betreute er Gårda BK und Stenungsunds IF. Im November 2008 übernahm er den Trainerposten beim Viertligisten Jonsereds IF.

## Erfolge
- Schwedischer Meister: 1993, 1994, 1995, 1996
- Schwedischer Pokalsieger: 1990